# 中国人民解放军黑龙江省农垦总局军事部
中国人民解放军黑龙江省农垦总局军事部，位于黑龙江省哈尔滨市，是黑龙江省农垦总局的中国人民解放军军事机关。

## 沿革
黑龙江垦区发端于军垦农场，10万中国人民解放军复转官兵是黑龙江垦区的建设中坚。1968年到1976年，黑龙江垦区组建了黑龙江生产建设兵团，承担屯垦戍边任务。黑龙江生产建设兵团撤销后，为了巩固边防，1978年7月，经国务院、中央军委批准，在黑龙江省国营农场总局（后改为黑龙江省农垦总局）及所属管理局组建了现役人民武装部；其中，在黑龙江省国营农场总局组建了中国人民解放军黑龙江省国营农场总局人民武装部，为正师级单位；下辖牡丹江、宝泉岭、建三江、红兴隆、北安、嫩江、九三、绥化、哈尔滨、大兴安岭、呼伦贝尔11个农场管理局人民武装部，为正团级单位。1979年5月18日，中国人民解放军黑龙江省国营农场总局人民武装部先后设立作训科、动员科、军务科、机要科、通信科、军事科、政工科、组织科、宣传科、干部科、装备科、供管科、后勤科。1985年11月精简整编之后，缩编为军事科、政工科、后勤科这3个科。1991年7月，总局人民武装部改称中国人民解放军黑龙江省国营农场总局军事部（1997年改称中国人民解放军黑龙江省农垦总局军事部），为正师级单位，隶属中国人民解放军黑龙江省军区建制，同时又是中共黑龙江省农垦总局党委的军事工作部门，实行双重领导体制，负责黑龙江垦区民兵的组织建设、军事训练、装备管理、战备工作、战场建设、战时兵员动员和组扩建部队等工作。黑龙江垦区各农场的民兵亦民亦兵，能遂行屯垦戍边任务。
2006年12月8日，黑龙江省农垦总局、军事部在黑龙江省农垦总局龙垦通用航空公司举行民兵航空应急保障大队挂牌仪式，黑龙江省农垦总局，军事部部长原金荣、政委张景山为挂牌仪式揭幕。

## 历任领导
| 部长 …… - 张向春 大校（？—？） - 原金荣 大校（？—？） - 李俊卿 大校（？—？） - 裴志忠 大校（？—？） - 王世成 大校（2010年—） | 党委第一书记 （总局党委书记兼） …… - 王锡禄（？—1995年） - 申立国（1995年—1999年） - 王玉林（1999年—2003年） - 吴杰凯（2003年—2004年） - 吕维峰（2005年2月—2008年1月） - 隋凤富（2008年2月—2014年12月，总局党委书记、国防动员委员会主任兼） - 王兆力（2014年12月—） | 政治委员 …… - 张景山 大校（？—？） - 张锐 大校（？—？） - 韩宝琛 大校（2010年—2014年） - 张秀军 大校（2014年—） |